# Сергеј Булгаков
Сергеј Николајевич Булгаков (рус. Сергей Николаевич Булгаков; Ливни, 16/28. јул 1871 — Париз, 13. јул 1944) био је руски економиста, филозоф, теолог и свештеник Православне цркве. Његова филозофија религије је у традицији Владимира Соловјова. Похађао је црквену школу и Ливнију и провео четири године на теолошком семинару, прије него што је уписао право на Московском универзитету, 1890. године. Право је дипломирао 1894, а 1895. почиње да предаје политичку економију на Московској техничкој школи. У периоду између 1898. и 1900. године, путује по западној Европи и Великој Британији, прикупљајући материјал за своју капиталну дисертацију Капитализм и земледелие (Капитализам и земљорадња; 2 тома, Санкт Петербург, 1900). Преко овог дјела и других радова на тему економских и друштвених питања, Булгаков је врло брзо стекао националну репутацију. У Кијеву је радио као професор пет година, да би се вратио у Москву 1906. године, гдје преузима катедру економије на Московском институту трговине. Исте године је добио своје мјесто у доњој комори Думе, као конституционални демократа. Докторирао је 1912. године на Московском универзитету, а 1917. је на њему добио мјесто професора политичке економије.
Иако је Булгаков током 1890-их био један од водећих тумача марксизма, ипак је више пута потврдио супериорност Имануела Канта, те убрзо кренуо да се удаљава од Маркса дајући предност другим друштвено-економским питањима. У својој капиталној дисертацији, Капитализам и земљорадња, тврдио је да Марксова терија о централизацији производње није примјенљива на земљорадњу, гдје је производња на мало далеко стабилнија и сврсисходнија од производње на велико.

## Биографија

### Младост
Сергеј Николајевич Булгаков је рођен 16/28. јула 1871. године у породици православног свештеника (Николај Булгаков) у граду Ливни, Орловска губернија, у Русији. Породица је шест генерација православних свештеника, почевши од шеснаестог века са њиховим претком Булгаком, Татаром од кога потиче и презиме. Митрополит Макарије Булгаков (1816—1882), један је од најзначајнијих православних теолога свог времена и један од најзначајнијих руских црквених историчара, био му је далеки рођак.
Са четрнаест година, након три године проведене у локалној парохијској школи, Булгаков је отпочео школовање у богословији у Орелу. Међутим, 1888. Булгаков је напустио богословију након што је изгубио веру. Булгаков касније примећује да је страст за свештенством опала како је постао разочаран православљем јер његови учитељи нису могли да одговоре на његова питања. Након што је Булгаков напустио богословију, уписао је секуларну гимназију у Елетсу да би се припремио за правни факултет Царског московског универзитета.

### Рана политичка мисао: 1890—1897.
Године 1890. Булгаков је уписао Царски московски универзитет где је студирао политичку економију и право. Међутим, како је размишљао годинама касније, књижевност и филозофија су му биле природна склоност и право га није занимало. Булгаков је одлучио да студира право само зато што је изгледало вероватније да ће допринети спасењу његове земље. Након дипломирања 1894. године, започео је постдипломске студије на универзитету и две године предавао на Московском комерцијалном институту. Булгаков је током постдипломских студија студирао код економисте Александра Чупрова . Булгаковљева размишљање током студија код Чупрова углавном се посматрала кроз призму марксистичко-популистичке дебате. Из ове перспективе, он је означен као „ правни марксиста”.
Он је 1895. објавио рецензију недовршеног трећег тома „ Капитала” и написао есеј 1896. „О правилности друштвених појава”. Следеће године Булгаков је објавио студију „О тржиштима у капиталистичким условима производње”. Управо су ови списи првобитно утврдили Булгакова као значајног представника марксизма у Русији.

### Од марксизма до идеализма: 1898—1902.
На 14. јануар 1898. године, непосредно пре него што је кренуо у западну Европу, Булгаков се оженио Еленом Токмаковом, са којом је имао два сина и ћерку.
Булгаков је 1898. отишао у Западну Европу да би започео истраживање за своју дисертацију, Капитализам и пољопривреда, која је имала за циљ да тестира примену Марксове теорије капиталистичких друштава на пољопривреду. Булгаков је испитао целокупну пољопривредну историју Немачке, Сједињених Држава, Ирске, Француске и Енглеске. Теза је завршена мишљу да Марксова анализа капитализма, ограничена особинама енглеске економије, није интегрисала овај систем са економском теоријом пољопривреде и није била реалан, универзални приказ капиталистичког друштва.
Током 1900. Булгаков је изложио своју готову дисертацију на оцењивање. Управо је ово испитивање довело до тога да Булгаков постане предавач на Кијевском универзитету и професор политичке економије на Кијевском политехничком институту 1901. Да се Булгаков већ удаљио од марксизма, видело се у предавањима попут „Иван Карамазов као филозофски тип” у Кијеву. Док је Булгаков био под јаким утицајем неокантовизма, становишту крајње супротном марксизму, Владимир Соловјев, кога је почео да чита 1902. године, утицао је на Булгакова да коначно одбаци материјализам и прихвати идеализам. Булгаковљев идеализам га је на крају вратио у Православну цркву.

### Превирања: 1903—1909.
Заједно са Петром Струвеом, Булгаков је издавао часопис Либератион и са њим је био активан оснивач илегалне политичке организације „Унија ослобођења” 1903. године. После Револуције 1905. њени чланови су формирали Уставотворно-демократска партијау, која је имала највише места у представничким скупштинама, Првој и Другој Думи (1906—1907). Булгаков се није придружио кадетима и уместо тога је формирао Унију хришћанске политике, странку која се залаже за хришћански социјализам. Иако је 1907. изабран у Другу Думу као посланик Орловске губерније, Булгаков није био партијски опредељен. У јуну 1907, Друга Дума је распуштена након једва пет месеци заседања.
Раније, 1905. године, Булгаков је, заједно са Братством хришћанске борбе, епископима, свештеницима и многим другима, подржао позив за сазивање сабора православне цркве у циљу подршке социјалним реформама. Године 1906. предсаборна комисија је припремила шест писаних томова информација за сабор. Цар Николај је осујетио планирани сабор, али припремљене информације ће бити коришћена када се коначно састане једанаест година касније.
У лето 1909. Булгаковљев четворогодишњи син Ивашечка је умро. На сахрани Булгаков је доживео дубоко религиозно искуство које се генерално сматра његовим последњим кораком на његовом повратку у православље. Булгаков ће касније размишљати о значењу смрти у својим каснијим делима, укључујући Неувенућу светлост.

### Грађански живот: 1918—1944.
Године 1918. Булгаков је рукоположен за свештеника и постао је истакнут у црквеним круговима. Учествовао је на Сверуском сабору Руске православне цркве, који је изабрао патријарха московског Тихона. Булгаков је одбацио Октобарску револуцију и одговорио је књигом „На пиру богова” (1918), која је слична књизи Три разговора Владимира Соловјова.
Након објављивања његове књиге Јагње Божије, Булгакова је 1935. године митрополит московски Сергије оптужио за учења супротна православној догми и препоручио му искључење из Цркве док не поправи своје „опасне” ставове. Oсуди се придружио и Карловачки синод (тј. Руска православна загранична црква). Митрополит Евлогије је у Паризу основао комисију за истраживање Булгаковљевог православља, која је донела прелиминарни закључак да је његова мисао ослобођена јереси. Међутим, до званичног закључка никада није дошло.
Био је начелник института и професор догматске теологије све до смрти од рака грла 13. јула 1944. године. Његов последњи рад био је посвећен Апокалипси. Сахрањен је на руском гробљу у јужном предграђу Париза.

## Дела
- Bulgakov, Sergius (2002). The Lamb of God. Grand Rapids, MI: William B. Eerdmans Publishing Co. стр. 531. ISBN 0-8028-2779-9.
- Bulgakov, Sergius (2004). The Comforter. Grand Rapids, MI: Wm. B. Eerdmans Publish. Co. стр. 398. ISBN 0-8028-2112-X.
- Bulgakov, Sergius (2002). Bride of the Lamb. Grand Rapids, MI: Wm. B. Eerdmans Publish. Co. стр. 531. ISBN 0-567-08871-5.
- Bulgakov, Sergius (2009). The Burning Bush: On the Orthodox Veneration of the Mother of God. Grand Rapids, MI: Wm. B. Eerdmans Publish. Co. стр. 191. ISBN 978-0-8028-4574-0.
- Bulgakov, Sergius (2003). The Friend of the Bridegroom: On the Orthodox Veneration of the Forerunner. Grand Rapids, MI: Wm. B. Eerdmans Publish. Co. стр. 190. ISBN 0-8028-4979-2.
- Bulgakov, Sergius (1988). The Orthodox Church. Crestwood, NY: St. Vladimir's Seminary Press. стр. 195. ISBN 0-88141-051-9.
- Bulgakov, Sergius (1993). Sophia, the Wisdom of God: An Outline of Sophiology. Hudson, NY: Lindisfarne Press. стр. 155. ISBN 978-0-940262-60-7.
- Bulgakov, Sergius (1997). The Holy Grail and the Eucharist. Hudson, NY: Lindisfarne Books. стр. 156. ISBN 0-940262-81-9.
- Bulgakov, Sergius (2008). Churchly Joy: Orthodox Devotions for the Church Year. Grand Rapids, MI: Wm. B. Eerdmans Publish. Co. стр. 147. ISBN 978-0-8028-4834-5.
- Bulgakov, Sergius (2010). Jacob's ladder: on angels. Grand Rapids, MI: Wm. B. Eerdmans Publish. Co.
- Bulgakov, Sergius (2011). Relics and Miracles. Two Theological Essays. Grand Rapids, MI: Wm. B. Eerdmans Publish. Co.
- Bulgakov, Sergius (2012). Icons and The Name of God. Grand Rapids, MI: Wm. B. Eerdmans Publish. Co.
- Bulgakov, Sergius (2012). Unfading Light. Grand Rapids, MI: Wm. B. Eerdmans Publish. Co.
- Bulgakov, Sergei (1899). A Contribution to the Question of the Capitalist Evolution of Agriculture. Published in nos. 1—3 of the magazine Nachalo in January—March 1899.
- Bulgakov, Sergei (1969). Father Sergius Bulgakov, 1871—1944: a collection of articles. London: Fellowship of St Alban and St Sergius, [1969]
- Bulgakov, Sergei (2000). Philosophy of Economy. Yale University Press. ISBN 9780300079906.
- Bulgakov, S. N. (1995). Apocatastasis and transfiguration : comprising his essay "On the question of the apocatastasis of the Fallen Spirits" (B. Jakim, Trans.). New Haven: Variable Press.